# Vojislav Stanimirović
Vojislav Stanimirović  (Tovarnik, 5. kolovoza 1953.) hrvatski je psihijatar i političar srpske nacionalnosti.

## Školovanje i usavršavanje
Završio je Medicinski fakultet u Beogradu. Specijalizirao se na području psihijatrije te stekao zvanje primarijusa. Kao liječnik specijalist – psihijatar radio je u Bolnici u Vukovaru.
Dobitnik je Nagrade Nikola Tesla koju mu je dodijelilo Srpsko narodno vijeće za razvoj srpskih institucija u Hrvatskoj.

## Politički angažman
Stanimirović je tijekom bitke za Vukovar 1991. bio pričuvni časnik na čelu sanitetske službe Jugoslavenske narodne armije. Jugoslavenska vojska postavila ga je 1992. za direktora vukovarske bolnice, a političar je postao 1993. godine. Stanimirović je bio okupacijski gradonačelnik Vukovara dok je grad bio pod srpskom okupacijom. Bio je ministar-koordinator bez lisnice u "Vladi" okupacijske "Republike Srpske Krajine".
U članku koji je Stanimirović g. 1993. objavio u okupacijskim novinama "Vojska Krajine" ("BK") broj 7-8, na str. 43., pod naslovom "Bolnica u pravom ruhu",prva rečenica glasi: "Tog 18. novembra 1991. pao je i posljednji bastion, posljednje uporište ustaške vlasti u Vukovaru - vukovarska bolnica. Njenim padom oslobođen je i sam grad Vukovar...". Članak je potpisao kao prim. dr. Vojislav Stanimirović, a uz članak je objelodanjena i fotografija bolnice,s potpisom: "Bolnica 'Sveti Sava'". Budući da se upravo uz tu bolnicu veže pokolj u Ovčari, ta je tvrdnja izazvala zgražanje u hrvatskim medijima nakon što je objavljena pred hrvatske parlamentarne izbore 2003. Stanimirović je izjavio da su tu tvrdnju nadopisali urednici lista.
Stanimirović je 1995. primio orden za posebne ratne zasluge u ratu u Podunavlju od Radovana Karadžića u Banjoj Luci.
U procesu mirne reintegracije bio je predsjednik prijelaznog Izvršnog vijeća za Istočnu Slavoniju, Baranju i Zapadni Srijem.
Jedan je od osnivača Samostalne demokratske srpske stranke 1997. godine u Vukovaru i njen predsjednik od osnutka.
Bio je zastupnik u Županijskom domu Hrvatskog sabora od 1997. do 2000. godine, a u dva navrata i zastupnik SDSS-a i predsjednik Kluba zastupnika SDSS-a u Hrvatskom saboru između 2003. i 2008. godine. U petom sazivu Sabora bio je član Odbora za europske integracije te Odbora za ravnopravnost spolova. Izabran je i u šesti saziv početkom 2008. godine da bi u listopadu iste godine mandat stavio u mirovanje kada ga je zamijenio Mile Horvat. U tom periodu u Saboru je bio član Odbora za financije i državni proračun i Odbora za razvoj i obnovu.
Osječko Županijsko državno odvjetništvo je 2016. odbacilo kaznenu prijavu novinarke Karoline Vidović Krišto i povjesničara Josipa Jurčevića protiv Stanimirovića za ratni zločin protiv ratnih ranjenika i bolesnika te civilnog stanovništva, navodeći kako “nije potvrđena sumnja da je Stanimirović počinio zločine za koje se tom prijavom tereti”.